# Kanton Trévoux
Der Kanton Trévoux ist ein französischer Wahlkreis im Département Ain in der Region Auvergne-Rhône-Alpes. Er umfasst zwölf Gemeinden im Arrondissement Bourg-en-Bresse, sein bureau centralisateur ist in Trévoux. Im Rahmen der landesweiten Neuordnung der französischen Kantone wurde er im Frühjahr 2015 erheblich erweitert.

## Gemeinden
Der Kanton besteht aus zwölf Gemeinden mit insgesamt 34.596 Einwohnern (Stand: 1. Januar 2022) auf einer Gesamtfläche von 67,82 km²:
| Gemeinde                | Einwohner 1. Januar 2022 | Fläche km² | Dichte Einw./km² | Code INSEE | Postleitzahl |
| ----------------------- | ------------------------ | ---------- | ---------------- | ---------- | ------------ |
| Beauregard              | 826                      | 0,94       | 879              | 01030      | 01480        |
| Frans                   | 2.547                    | 7,98       | 319              | 01166      | 01480        |
| Jassans-Riottier        | 6.315                    | 4,81       | 1.313            | 01194      | 01480        |
| Massieux                | 2.733                    | 3,10       | 882              | 01238      | 01600        |
| Misérieux               | 2.010                    | 7,41       | 271              | 01250      | 01600        |
| Parcieux                | 1.317                    | 3,14       | 419              | 01285      | 01600        |
| Reyrieux                | 5.228                    | 15,70      | 333              | 01322      | 01600        |
| Saint-Bernard           | 1.544                    | 3,15       | 490              | 01339      | 01600        |
| Saint-Didier-de-Formans | 2.176                    | 6,53       | 333              | 01347      | 01600        |
| Sainte-Euphémie         | 1.741                    | 4,61       | 378              | 01353      | 01600        |
| Toussieux               | 1.228                    | 4,74       | 259              | 01423      | 01600        |
| Trévoux                 | 6.931                    | 5,71       | 1.214            | 01427      | 01600        |
| Kanton Trévoux          | 34.596                   | 67,82      | 510              | 0121       | –            |

Bis zur Neuordnung bestand der Kanton Trévoux aus den sechs Gemeinden Beauregard, Frans, Jassans-Riottier, Saint-Bernard, Saint-Didier-de-Formans und Trévoux. Sein Zuschnitt entsprach einer Fläche von 29,12 km2. Er besaß vor 2015 den INSEE-Code 0134.

## Einwohner
| Bevölkerungsentwicklung | Bevölkerungsentwicklung |
| Jahr                    | Einwohner               |
| ----------------------- | ----------------------- |
| 1962                    | 7329                    |
| 1968                    | 8543                    |
| 1975                    | 9802                    |
| 1982                    | 12.175                  |
| 1990                    | 15.278                  |
| 1999                    | 17.221                  |
| 2006                    | 18.624                  |
| 2011                    | 18.733                  |

## Politik
| Vertreter im conseil général des Départements | Vertreter im conseil général des Départements | Vertreter im conseil général des Départements |
| Amtszeit                                      | Name                                          | Partei                                        |
| --------------------------------------------- | --------------------------------------------- | --------------------------------------------- |
| 1928–1934                                     | Antoine Gallet                                | Rad. ind.                                     |
| 2004–2015                                     | Patrick Rousset                               | DVG                                           |
| 2015–                                         | Nathalie Barde Marc Pechoux                   | UD                                            |